# Николаос Индзес
Николаос Индзес (на гръцки: Νικόλαος Ιντζές) е гръцки юрист и политик.

## Биография
Роден е в 1920 година в гръцко семейство в Понт, което в 20-те години се изселва в Гърция. Работи като адвокат в Атина. Избиран е за депутат от Сяр от Националния прогресивен центристки съюз на Николаос Пластирас, от Либералния демократически съюз на Софоклис Венизелос, от Либералната партия на Софоклис Венизелос и от Центристкия съюз на Георгиос Папандреу.
Умира в 1963 година. Името му носи улица в Сяр.